# Temporada da Liga Turca de Basquetebol de 2017–18
A Temporada 2017–18 da Basketbol Süper Ligi é a 52ª edição da principal competição de basquetebol masculino na Turquia a ser disputada a partir de 8 de outubro de 2017. A equipe do Fenerbahçe defende seu título.
A liga oficialmente chama-se Tahincioğlu BSL por motivos de patrocinadores.

## Equipes participantes
| Clube                         | Arena       | Localização                     |
| ----------------------------- | ----------- | ------------------------------- |
| Anadolu Efes Istambul         | Istambul    | Abdi İpekçi Arena               |
| Banvit Bandırma               | Bandırma    | Kara Ali Acar Sport Hall        |
| Beşiktaş Sompo Japan Istambul | Istambul    | Sinan Erdem Dome                |
| Darüşşafaka Doğuş             | Istambul    | Ayhan Şahenk Arena              |
| Demir Insaat Büyükçekmece     | Istambul    | Gazanfer Bilge Sport Hall       |
| Fenerbahçe Istambul           | Istambul    | Ülker Sports Arena              |
| Galatasaray Odeabank Istambul | Istambul    | Abdi İpekçi Arena               |
| Gaziantep Basketbol           | Gaziantep   | Karataş Şahinbey Sport Hall     |
| İstanbul BB                   | Istambul    | Cebeci Sport Hall               |
| Muratbey Uşak Sportif         | Uşak        | Uşak Üniversitesi Sport Hall    |
| Pınar Karşıyaka               | Esmirna     | Karşıyaka Arena                 |
| Tofaş SK                      | Bursa       | Tofaş Nilüfer Spor Salonu       |
| Trabzonspor                   | Trebizonda  | Hayri Gür Arena                 |
| Yeşilgiresun Belediye         | Giresun     | 19 Eylül Sport Hall             |
| Eskişehir Basket              | Esquixequir | Anadolu Üniversitesi Sport Hall |
| Sakarya SK                    | Sakarya     | Sakarya Atatürk Sports Hall     |

## Classificação
| Pos. | Clube                 | J  | V  | D  | P+    | P-    | Classificação |
| ---- | --------------------- | -- | -- | -- | ----- | ----- | ------------- |
| 1    | Fenerbahçe Istambul   | 30 | 27 | 3  | 2.618 | 2.179 | Playoffs      |
| 2    | Tofaş SK              | 30 | 24 | 6  | 2.538 | 2.328 | Playoffs      |
| 3    | Anadolu Efes          | 30 | 22 | 8  | 2.501 | 2.397 | Playoffs      |
| 4    | Beşiktaş Sompo Japan  | 30 | 20 | 10 | 2.288 | 2.170 | Playoffs      |
| 5    | Banvit Bandırma       | 30 | 18 | 12 | 2.371 | 2.278 | Playoffs      |
| 6    | Darüşşafaka Doğuş     | 30 | 18 | 12 | 2.399 | 2.219 | Playoffs      |
| 7    | Eskişehir Basket      | 30 | 16 | 14 | 2.401 | 2.414 | Playoffs      |
| 8    | Sakarya SK            | 30 | 14 | 16 | 2.305 | 2.348 | Playoffs      |
| 9    | Galatasaray Odeabank  | 30 | 13 | 17 | 2.430 | 2.407 |               |
| 10   | Pınar Karşıyaka       | 30 | 12 | 18 | 2.334 | 2.494 |               |
| 11   | İstanbul BB           | 30 | 11 | 19 | 2.347 | 2.472 |               |
| 12   | Büyükçekmece          | 30 | 10 | 20 | 2.374 | 2.461 |               |
| 13   | Trabzonspor           | 30 | 10 | 20 | 2.568 | 2.755 |               |
| 14   | Gaziantep Basketbol   | 30 | 10 | 20 | 2.354 | 2.506 |               |
| 15   | Yeşilgiresun Belediye | 30 | 9  | 21 | 2.391 | 2.607 | Rebaixados    |
| 16   | Muratbey Uşak Sportif | 30 | 6  | 24 | 2.280 | 2.464 | Rebaixados    |

## Temporada Regular
| Casa\Visitante        | ANA    | BAN    | BES   | DAR    | BUY     | FEN    | GAL    | GAZ     | IST    | MUR   | PIN     | TOF   | TRA    | YES    | ESK     | SAK    |
| --------------------- | ------ | ------ | ----- | ------ | ------- | ------ | ------ | ------- | ------ | ----- | ------- | ----- | ------ | ------ | ------- | ------ |
| Anadolu Efes Istambul |        | 77-99  | 78-69 | 73-69  | 94-75   | 84-80  | 76-68  | 94-87   | 86-67  | 97-84 | 89-77   | 87-79 | 98-91  | 97-93  | 89-77   | 83-68  |
| Banvit Bandırma       | 82-90  |        | 83-87 | 68-64  | 84-89   | 63-61  | 80-90  | 86-76   | 69-72  | 71-58 | 84-65   | 64-70 | 75-72  | 104-80 | 55-58   | 75-66  |
| Beşiktaş              | 67-64  | 79-64  |       | 88-84  | 78-65   | 71-76  | 80-78  | 87-80   | 94-83  | 77-70 | 77-63   | 59-60 | 78-74  | 91-94  | 87-69   | 58-71  |
| Darüşşafaka Doğuş     | 79-67  | 85-88  | 74-67 |        | 75-57   | 84-78  | 69-67  | 77-83   | 79-77  | 89-76 | 78-63   | 54-58 | 88-73  | 80-76  | 90-83   | 76-61  |
| Büyükçekmece          | 63-77  | 82-84  | 59-72 | 77-75  |         | 80-88  | 77-86  | 98-78   | 107-78 | 78-84 | 77-70   | 76-93 | 81-76  | 101-58 | 72-79   | 71-64  |
| Fenerbahçe Istambul   | 100-74 | 80-63  | 83-60 | 76-69  | 82-59   |        | 80-60  | 96-71   | 96-73  | 89-72 | 97-71   | 98-78 | 112-83 | 85-72  | 76-69   | 89-75  |
| Galatasaray Odeabank  | 85-91  | 72-91  | 77-73 | 77-89  | 98-71   | 62-83  |        | 82-58   | 99-77  | 87-81 | 98-82   | 83-90 | 84-78  | 106-84 | 84-78   | 75-77  |
| Gaziantep Basketbol   | 66-74  | 82-63  | 62-69 | 65-98  | 87-67   | 90-95  | 66-77  |         | 85-72  | 68-65 | 74-73   | 69-87 | 84-95  | 79-78  | 118-119 | 79-67  |
| İstanbul BB           | 84-58  | 65-72  | 56-69 | 75-72  | 82-70   | 70-83  | 74-67  | 92-86   |        | 77-73 | 77-81   | 73-80 | 92-100 | 99-87  | 85-71   | 58-69  |
| Muratbey Uşak Sportif | 78-81  | 71-89  | 65-75 | 84-80  | 71-104  | 81-90  | 85-78  | 67-75   | 79-83  |       | 86-92   | 73-86 | 100-71 | 85-82  | 68-81   | 69-81  |
| Pınar Karşıyaka       | 92-85  | 69-89  | 79-71 | 71-93  | 103-98  | 69-74  | 75-91  | 74-67   | 84-76  | 78-74 |         | 80-84 | 79-78  | 77-71  | 70-74   | 88-80  |
| Tofaş SK              | 80-69  | 93-104 | 83-79 | 97-81  | 92-88   | 71-88  | 97-90  | 109-107 | 89-85  | 97-72 | 94-75   |       | 103-63 | 92-52  | 73-69   | 84-79  |
| Trabzonspor           | 89-96  | 88-84  | 71-82 | 82-104 | 105-113 | 90-119 | 103-82 | 91-86   | 111-93 | 76-91 | 108-105 | 91-83 |        | 100-95 | 73-86   | 96-79  |
| Yeşilgiresun Belediye | 91-87  | 76-81  | 58-82 | 71-96  | 95-80   | 70-93  | 97-90  | 91-84   | 90-81  | 64-61 | 94-79   | 70-75 | 106-86 |        | 79-87   | 79-86  |
| Eskişehir Basket      | 84-86  | 80-81  | 78-87 | 89-82  | 76-72   | 66-85  | 70-64  | 84-85   | 80-76  | 85-84 | 66-72   | 76-75 | 90-72  | 86-75  |         | 102-96 |
| Sakarya SK            | 74-100 | 81-76  | 69-75 | 55-66  | 77-67   | 79-83  | 75-73  | 79-57   | 86-95  | 83-73 | 90-78   | 74-86 | 87-82  | 77-66  | 100-89  |        |

## Playoffs

### Confrontos
|  | Quartas-de-final | Quartas-de-final     | Quartas-de-final |          |                     | Semifinais | Semifinais | Semifinais |  |  | Final | Final               | Final |
|  |                  |                      |                  |          |                     |            |            |            |  |  |       |                     |       |
|  |                  | Fenerbahçe Istambul  | 2                |          |                     |            |            |            |  |  |       |                     |       |
|  |                  | Sakarya SK           | 0                |          |                     |            |            |            |  |  |       |                     |       |
|  |                  | Sakarya SK           | 0                |          | Fenerbahçe Istambul | 3          |            |            |  |  |       |                     |       |
|  |                  |                      |                  |          | Fenerbahçe Istambul | 3          |            |            |  |  |       |                     |       |
|  |                  |                      | Banvit Bandırma  | 0        |                     |            |            |            |  |  |       |                     |       |
|  |                  | Beşiktaş Sompo Japan | Banvit Bandırma  | 0        | 0                   |            |            |            |  |  |       |                     |       |
|  |                  | Beşiktaş Sompo Japan |                  |          | 0                   |            |            |            |  |  |       |                     |       |
|  |                  | Banvit Bandırma      | 2                |          |                     |            |            |            |  |  |       |                     |       |
|  |                  |                      |                  |          |                     |            |            |            |  |  |       | Fenerbahçe Istambul | 4     |
|  |                  |                      |                  | Tofaş SK | 1                   |            |            |            |  |  |       |                     |       |
|  |                  | Tofaş SK             | 2                |          |                     |            |            |            |  |  |       |                     |       |
|  |                  | Eskişehir Basket     | 0                |          |                     |            |            |            |  |  |       |                     |       |
|  |                  | Eskişehir Basket     | 0                |          | Tofaş SK            | 2          |            |            |  |  |       |                     |       |
|  |                  |                      |                  |          | Tofaş SK            | 2          |            |            |  |  |       |                     |       |
|  |                  |                      | Anadolu Efes     | 1        |                     |            |            |            |  |  |       |                     |       |
|  |                  | Anadolu Efes         | Anadolu Efes     | 1        | 2                   |            |            |            |  |  |       |                     |       |
|  |                  | Anadolu Efes         |                  |          | 2                   |            |            |            |  |  |       |                     |       |
|  |                  | Darüşşafaka Doğuş    | 0                |          |                     |            |            |            |  |  |       |                     |       |

#### Quartas de final
| Time 1               | Série | Time 2            | 1º Jogo | 2º Jogo | 3º Jogo | 4º Jogo | 5º Jogo |
| -------------------- | ----- | ----------------- | ------- | ------- | ------- | ------- | ------- |
| Fenerbahçe Istambul  | 2 - 0 | Sakarya SK        | 81-66   | 77-54   |         |         |         |
| Beşiktaş Sompo Japan | 0 - 2 | Banvit Bandırma   | 77-79   | 75-83   |         |         |         |
| Tofaş SK             | 2 - 0 | Eskişehir Basket  | 85-58   | 99-98   |         |         |         |
| Anadolu Efes         | 2 - 0 | Darüşşafaka Doğuş | 78-69   | 79-78   |         |         |         |

#### Semifinal
| Time 1              | Série | Time 2          | 1º Jogo | 2º Jogo | 3º Jogo | 4º Jogo | 5º Jogo |
| ------------------- | ----- | --------------- | ------- | ------- | ------- | ------- | ------- |
| Fenerbahçe Istambul | 3 - 0 | Banvit Bandırma | 86-81   | 98-93   | 84-73   |         |         |
| Tofaş SK            | 3 - 1 | Anadolu Efes    | 91-63   | 89-82   | 88-94   | 76-70   |         |

#### Final
| Time 1              | Série | Time 2   | 1º Jogo | 2º Jogo | 3º Jogo | 4º Jogo | 5º Jogo | 6º Jogo | 7º Jogo |
| ------------------- | ----- | -------- | ------- | ------- | ------- | ------- | ------- | ------- | ------- |
| Fenerbahçe Istambul | 4 - 1 | Tofaş SK | 103-63  | 86-78   | 88-91   | 95-77   | 94-64   |         |         |

## Clubes turcos em competições europeias
| Clube           | Competição        | Resultado                                                         |
| --------------- | ----------------- | ----------------------------------------------------------------- |
| Fenerbahçe      | EuroLiga          | Finalista                                                         |
| Anadolu         | EuroLiga          | Temporada regular (7v - 23d 16º colocado)                         |
| Darüşşafaka     | EuroCopa          | Campeão                                                           |
| Galatasaray     | EuroCopa          | Eliminado no Top 16 (6v-10d)                                      |
| Tofaş           | EuroCopa          | Eliminado Temporada Regular (4v-6d)                               |
| Beşiktaş        | Liga dos Campeões | Eliminado Oitavas de finais para medi Bayreuth                    |
| Banvit          | Liga dos Campeões | Eliminado Quartas de finais para AS Monaco                        |
| Gaziantep       | Liga dos Campeões | Eliminado Temporada Regular (4v-10d)                              |
| Pınar Karşıyaka | Liga dos Campeões | Eliminado Quartas de finais para UCAM Murcia                      |
| Istambul        | Copa Europeia     | Eliminado 2ª fase, 3º no grupo I (3v-3d)                          |
| Trabzonspor     | Copa Europeia     | Eliminado primeira eliminatória para Szolnoki Olaj (109-98;68-77) |
| Büyükçekmece    | Copa Europeia     | Eliminado 2ª fase, 4º no grupo J (2v-4d)                          |